# لي تشارلز
لي تشارلز (بالإنجليزية: Lee Charles)‏ هو لاعب كرة قدم بريطاني، ولد في 20 أغسطس 1971. لعب مع كامبريدج يونايتد ونادي ألدرشوت تاون ونادي بارنت.

## وصلات خارجية
- لي تشارلز على موقع قاعدة بيانات كرة القدم.إي يو (الإنجليزية)
- لي تشارلز على موقع Soccerbase.com (لاعب) (الإنجليزية)
- لي تشارلز على موقع عالم كرة القدم.نت (الإنجليزية)